# 스팽스
스팽스(Spanx, Inc.)는 미국 조지아주 애틀랜타에 설립된 브리프(brief)와 레깅스 성형에 주력하는 미국 속옷 제조업체이다. 주로 여성용 팬티 스타킹과 기타 속옷을 생산하고 있으며, 2010년부터는 남성용 속옷도 생산하고 있다. 스팽스는 사람들을 더 날씬하고 매끈하게 보이게 만드는 파운데이션 의류를 전문으로 한다.